# Substantivo relacional
Os substantivos relacionais são uma classe de palavras utilizada em algumas línguas caracterizadas por funcionarem como substantivos em termos sintáticos mas transmitirem o significado de preposições. Construções que podem ser classificadas como substantivos relacionais podem ser encontradas em várias línguas mas este conceito é usado sobretudo no contexto das línguas mesoamericanas, onde o seu uso constitui uma característica da área linguística mesoamericana. Entre as línguas que utilizam substantivos relacionais contam-se as línguas maias, mixe-zoqueanas, otomangueanas, entre outras.